# Comtat d'Aldenburg

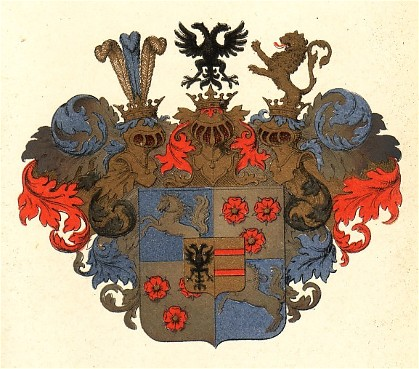
blasó dels comtes d'Aldenburg

El comtat d'Aldenburg fou una jurisdicció feudal del Sacre Imperi Romanogermànic. Fou governat per la casa dels Aldenburg-Bentinck semisobirana des de 1663.
El primer comte fou el comte Anton d'Aldenburg, fill extramatrimonial del darrer comte d'Oldenburg, Anton Gunter, amb la seva promesa Elisabeth Freiin von Ungnad. Anton fou legitimat per l'emperador Ferran III (1637-1657) i reconegut baró de l'imperi. El 1663 els barons d'Aldenburg foren elevats a comtes de l'imperi. A la mort del seu pare Anton Gunter, el comte Anton d'Aldenburg va rebre la senyoria immediata de Kniphausen, Varel i Doornwaard antics dominis oldenburguesos.
La seva neta Carlota Sofia es va casar amb el comte de l'imperi Guillem Bentinck, el 1733 davant de Rhon i Pendrecht, president dels estats del Comtat d'Holanda, al país de Frísia Occidental. A la mort del seu pare Carlota Soficia va heretar els drets i així els dominis dels Aldenburg van passar a la casa de Bentinck. El nom de la nova línia fou Aldenburg-Bentinck o Bentinck-Aldenburg; la forma Aldenburg-Bentinck va esdevenir finalment oficial.

## Comtes d'Aldenburg
- 1663-1680: Anton I d'Aldenburg
- 1680-1738: Anton II, fill pòstum
- Carlota Sofia (1715-1800) filla i hereva 1738 casada el 1733 amb William Bentick

## Comtes d'Aldenburg-Bentinck
- 1738-1773: Guillem I (1704-1774)

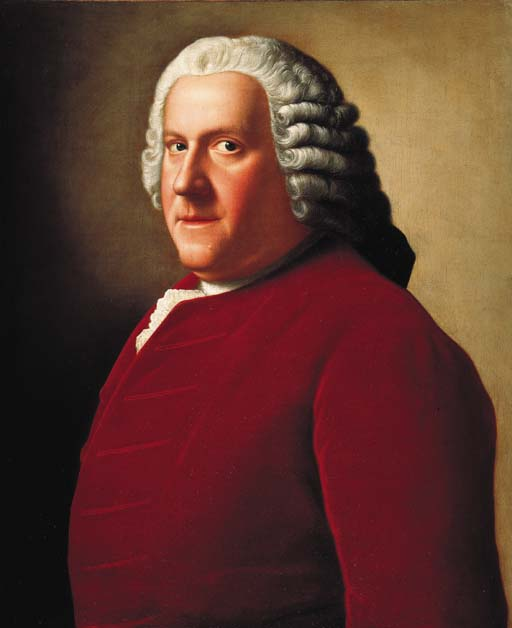
Guillem I de Bentinck

- 1773-1835: Guillem II (1762-1835), primer sota custòdia de la seva àvia Carlota Sofia
- 1835-1854: Gustau Adolf (1809-1876), des de 1834 regent del seu pare, establia el dret de primogenitura el 1845. El 1854 va vendre els dominis a la Casa d'Oldenburg

## Galeria

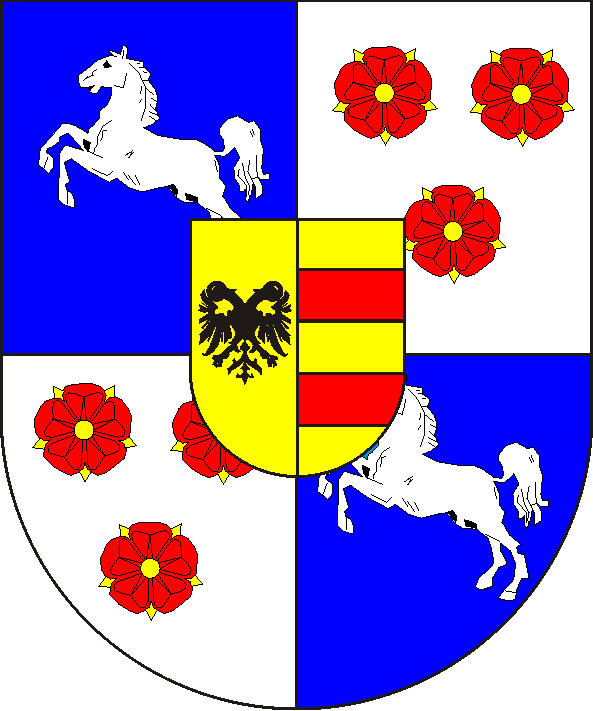
Escut dels comtes d'Aldenburg
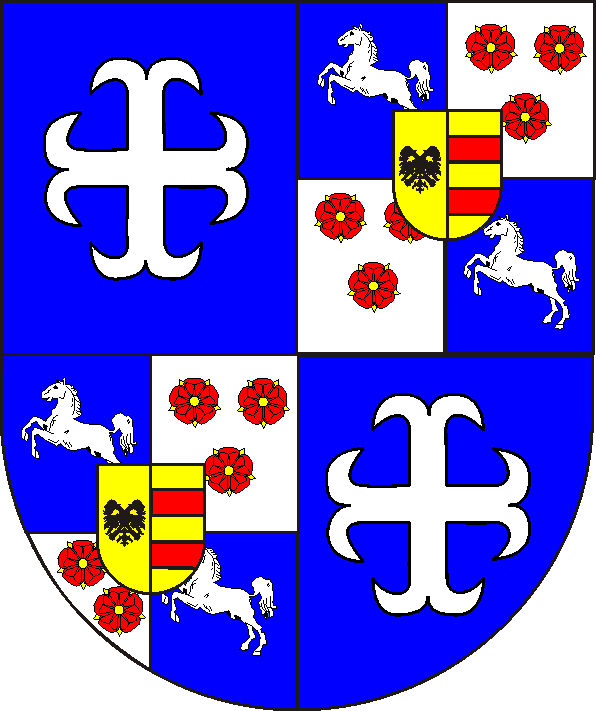
Escut dels Aldenburg-Bentinck